# Pristidia secunda
Pristidia secunda là một loài nhện trong họ Clubionidae.
Loài này thuộc chi Pristidia. Pristidia secunda được Christa L. Deeleman-Reinhold miêu tả năm 2001.